# Administrativní dělení Nizozemska
Evropské Nizozemsko je tvořeno 12 samosprávnými provinciemi. Tyto celky navazují na původní středověké provincie, jež existovaly na území moderního Nizozemska, ale svými hranicemi se od nich v některých případech mírně liší (například provincie Utrecht). 
Poněkud odlišnými případy jsou provincie Severní a Jižní Holandsko, které vznikly roku 1840 rozdělením provincie Holandsko, a Limburg, na jejíž území zasahovala do 18. století celá řada menších celků, z nichž jedním bylo vévodství Limburk.
Pro účely Eurostatu jsou provincie seskupeny do 4 regionů na úrovni NUTS 1 (Severní, Západní, Jižní a Východní Nizozemsko). Provincie sestávají z 355 obcí.

## Přehled provincií
Následující tabulka uvádí několik základních statistických informací o jednotlivých provinciích.
| Provincie          | Hlavní město     | Největší město | Rozloha (km²) | Rozloha (km²) | Počet obyvatel (k 1. 1. 2020) | Hustota zalidnění (ob./km²) | Počet obcí | HPD na obyvatele (€/obyv./rok) rok 2019 |
| Provincie          | Hlavní město     | Největší město | celková       | pouze pevnina | Počet obyvatel (k 1. 1. 2020) | Hustota zalidnění (ob./km²) | Počet obcí | HPD na obyvatele (€/obyv./rok) rok 2019 |
| ------------------ | ---------------- | -------------- | ------------- | ------------- | ----------------------------- | --------------------------- | ---------- | --------------------------------------- |
| Drenthe            | Assen            | Assen          | 2 680,39      | 2 632,65      | 493 682                       | 188                         | 12         | 31 853                                  |
| Flevoland          | Lelystad         | Almere         | 2 412,31      | 1 411,63      | 423 021                       | 300                         | 6          | 35 151                                  |
| Frísko             | Leeuwarden       | Leeuwarden     | 5 748,77      | 3 335,62      | 649 957                       | 195                         | 18         | 31 947                                  |
| Gelderland         | Arnhem           | Nijmegen       | 5 136,31      | 4 963,71      | 2 085 952                     | 420                         | 51         | 39 326                                  |
| Groningen          | Groningen        | Groningen      | 2 959,68      | 2 323,94      | 585 866                       | 252                         | 12         | 42 174                                  |
| Jižní Holandsko    | Haag             | Rotterdam      | 3 307,86      | 2 700,07      | 3 708 696                     | 1 374                       | 52         | 45 815                                  |
| Limburg            | Maastricht       | Maastricht     | 2 209,85      | 2 146,61      | 1 117 201                     | 520                         | 31         | 41 058                                  |
| Overijssel         | Zwolle           | Enschede       | 3 420,74      | 3 319,00      | 1 162 406                     | 350                         | 25         | 39 258                                  |
| Severní Brabantsko | 's-Hertogenbosch | Eindhoven      | 5 082,06      | 4 905,46      | 2 562 955                     | 522                         | 62         | 47 328                                  |
| Severní Holandsko  | Haarlem          | Amsterdam      | 4 091,93      | 2 664,82      | 2 879 527                     | 1 081                       | 47         | 62 005                                  |
| Utrecht            | Utrecht          | Utrecht        | 1 560,05      | 1 485,46      | 1 354 834                     | 912                         | 26         | 57 431                                  |
| Zéland             | Middelburg       | Middelburg     | 2 933,44      | 1 782,12      | 383 488                       | 215                         | 13         | 37 549                                  |
| Nizozemsko         | Amsterdam        | Amsterdam      | 41 543        | 33 671        | 17 407 585                    | 517                         | 355        | 46 714                                  |

## Další území pod nizozemskou korunou
Kromě 12 provincií jsou součástí Nizozemska i 3 zvláštní správní obvody Karibského Nizozemska – ostrovy Bonaire, Svatý Eustach a Saba. Nizozemské království je tvořeno navíc ještě karibskými ostrovy Aruba, Curaçao a Svatý Martin.

## Tematické mapy

Struktura území království (od roku 2010)
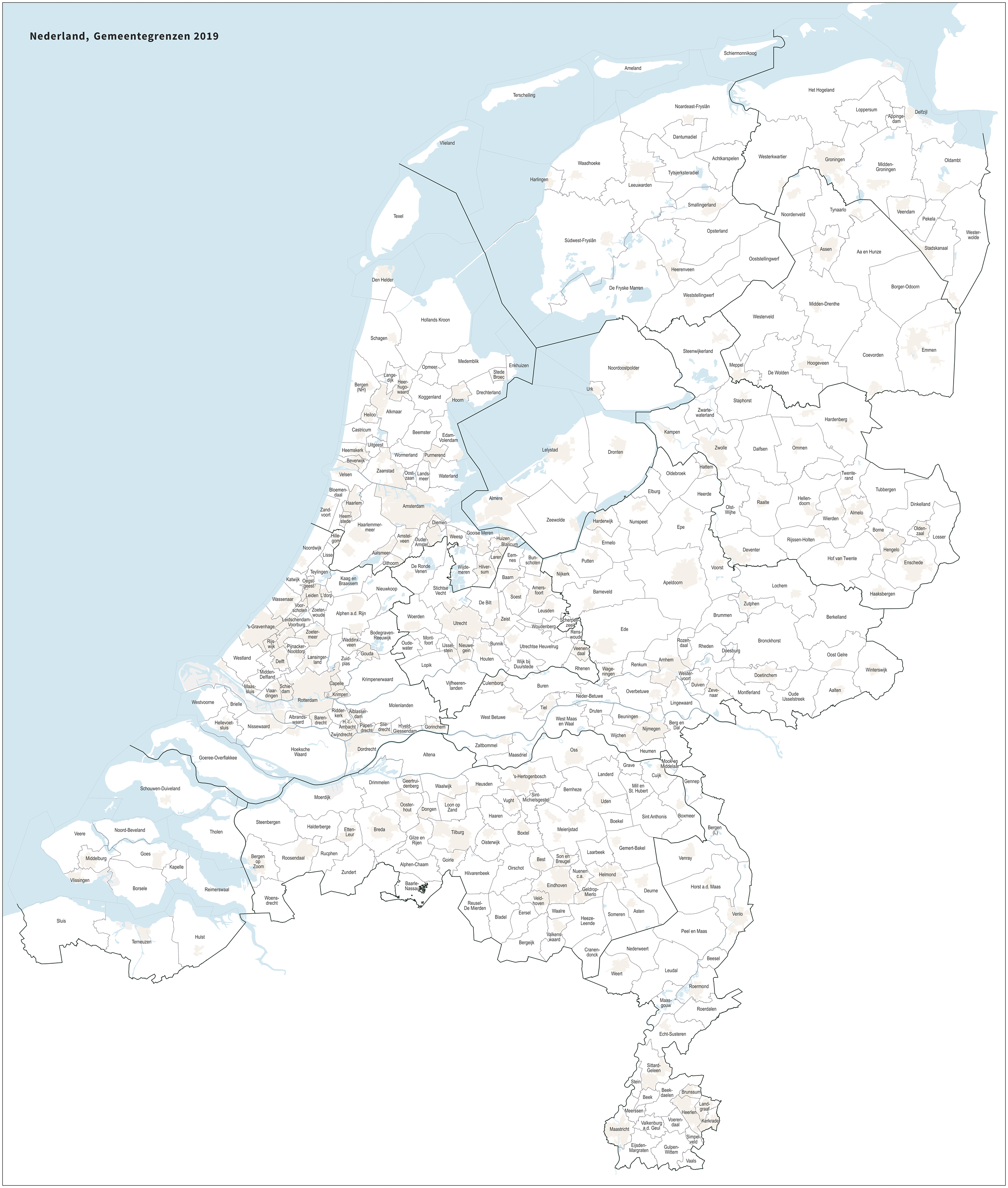
355 nizozemských obcí
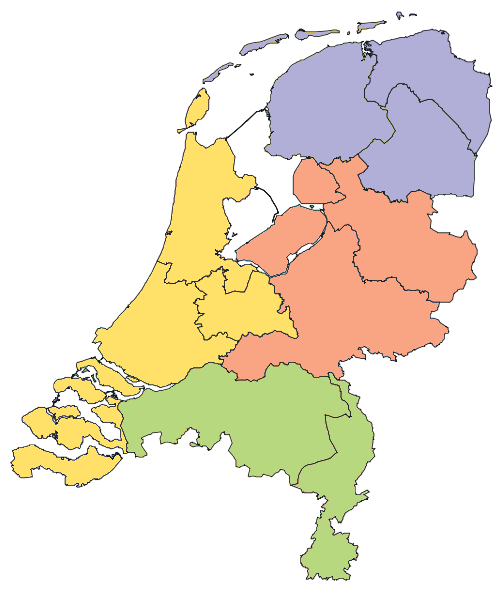
Rozdělení Nizozemska do 4 regionů NUTS:1